# 전남도립미술관
전남도립미술관(全南道立美術館)은 전라남도 광양시에 위치한 도립 미술관이다. 2021년 3월 개관하였다.

## 상세
옛 광양역이 있던 자리에 2018년부터 사업비 414억원을 들여 건립됐다.
지하 1층, 지상 3층 규모로 다수의 전시실을 갖췄으며, 구입작품 164점과 기증작품 18점 등 모두 182점이 상설 전시되어 있다.  바라보다'가 개최되었다.
2021년 4월 28일 이건희 컬렉션의 기증대상 미술관으로 선정되어, 전라남도 출신 한국 근현대 미술 작가의 작품 21점을 기증받았다. 진도 출신 허백련, 화순 출신 오지호, 신안 출신 김환기, 고흥 출신 천경자 등이 대표 작가들이며, 9월부터 기증작을 중심으로 한 일반 공개 전시회를 열기로 했다.

## 관람 안내

### 휴관일
- 매주 월요일
- 매년 1월 1일
- 추석 및 설날 당일

### 관람 시간
- 10시 ~ 18시(입장은 관람종료 30분 전까지)

## 같이 보기
- 대한민국의 박물관 목록